# IC 3840
IC 3840 је ознака објекта на координатама са ректансцензијом 12h 51m 46,7s и деклинацијом + 21° 44" 10'. Открио га је Макс Волф, 27. јануара 1904. Каснијим посматрањима на том положају није уочен никакав астрономски објекат.